# Putscheid
Putscheid (lb. Pëtschent) – miejscowość i gmina (gemeng / commune / Gemeinde) w północno-wschodnim Luksemburgu, w kantonie Vianden. Do 3 października 2015 gmina leżała w dystrykcie Diekirch. Siedziba administracyjna gminy znajduje się w miejscowości Putscheid. Liczy 1153 mieszkańców (1 stycznia 2023).

## Podział administracyjny
Do gminy należy jedenaście miejscowości, w tym siedem (Uertschaft) oraz cztery lieu-dit: 
1. Bivels (Biwels)
2. Bivels-Moulin (Biwelsser Millen / Bivelser Mühle), lieu-dit
3. Gralingen (Grooljen)
4. Grauenstein (Groesteen), lieu-dit
5. Hoscheidterhof (Houschterhaff), lieu-dit
6. Merscheid-lès-Putscheid (Mierschent / Merscheid)
7. Nachtmanderscheid (Nuechtmanescht)
8. Poul (Pull), lieu-dit
9. Putscheid (Pëtschent)
10. Stolzembourg (Stolzebuerg)
11. Weiler